# Jaroslav Šolc
Jaroslav Šolc (2. dubna 1920 Lisková – 8. prosince 1985 Bratislava) byl slovenský a československý odbojář, účastník Slovenského národního povstání, historik vojenství a odboje, poválečný politik Komunistické strany Slovenska a poslanec Prozatímního Národního shromáždění.

## Biografie
V roce 1939 se jako student zapojil do odboje jako člen skupiny Slovenské revoluční mládeže v Prešově. Byl členem ilegální organizace KSS. Pracoval coby úředník Slovenské banky v Ružomberku. 10. dubna 1943 byl zatčen a do 16. listopadu 1943 byl zadržován ve vyšetřovací vazbě. Na konci druhé světové války se podílel na Slovenském národním povstání. V září 1944 se účastnil sjednocovacího sjezdu v Banské Bystrici, kde spojili slovenští sociální demokraté a komunisté.
V letech 1945–1946 byl poslancem Prozatímního Národního shromáždění za KSS. Setrval zde do parlamentních voleb v roce 1946.
Později se věnoval historickému bádání o dějinách vojenství, česko-slovenských vztahů, slovenského odboje a Slovenského národního povstání. Byl členem vědeckých rad a externím spolupracovníkem Muzea Slovenského národního povstání v Banské Bystrici. V roce 1945 mu byl udělen Řád Slovenského národního povstání a Československý válečný kříž (1939). V roce 1969 pak získal Řád Vlastenecké války.